# Nectandra parviflora
Nectandra parviflora är en lagerväxtart som beskrevs av J.G. Rohwer. Nectandra parviflora ingår i släktet Nectandra och familjen lagerväxter. Inga underarter finns listade i Catalogue of Life.